# Эль-Маркес
Эль-Маркес (исп. El Marqués) — муниципалитет в Мексике, входит в штат Керетаро.

## История
Город основан в 1948 году.